# رمشايد
رمشايد (بالألمانية: Remscheid) هي urban district of Germany و بلدة ألمانية تقع في ألمانيا في دوسلدورف (منطقة). يقدر عدد سكانها بـ 112,038 نسمة .

## المدن التوأمة
مدن كامبار، Wansbeck، بيرنا، بريشوف و اشمالكالدن هي مدن توأمة لـرمشايد.

## معرض صور

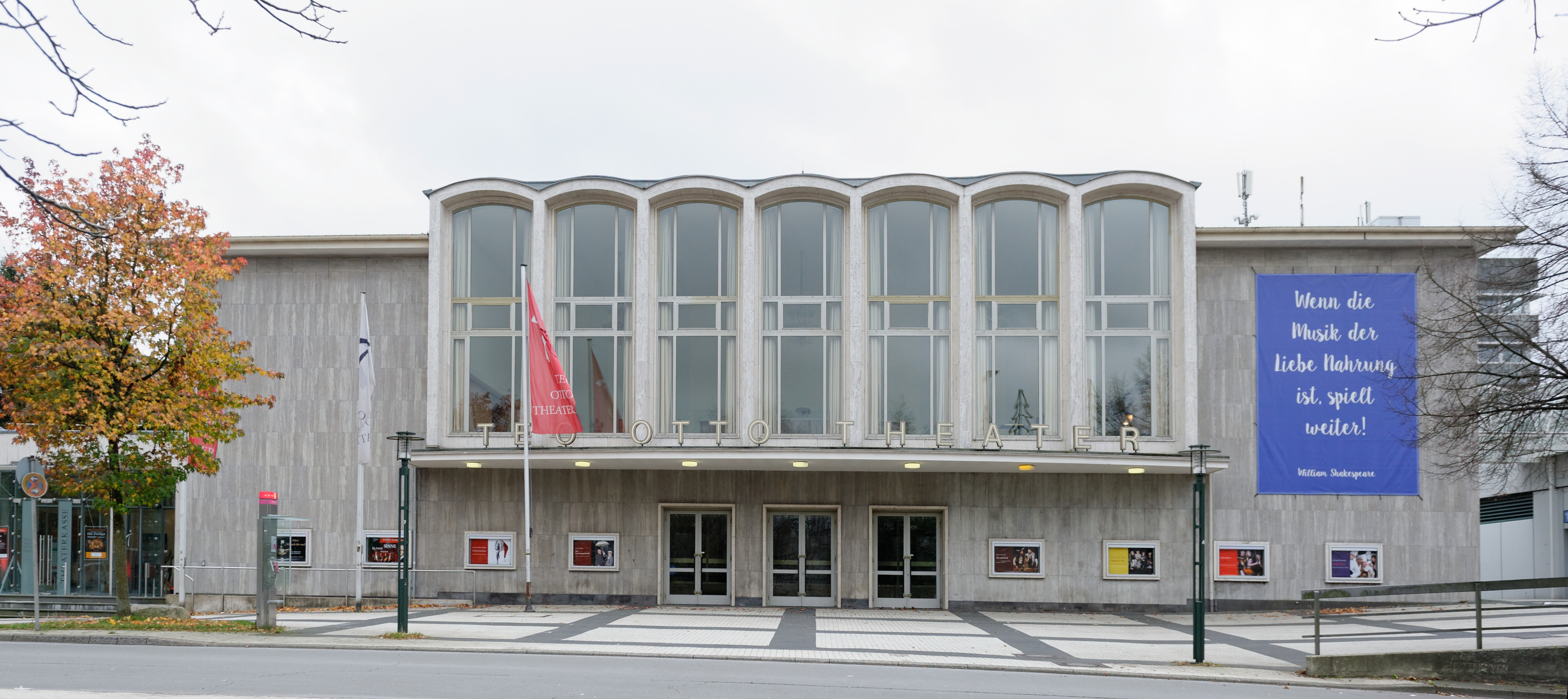
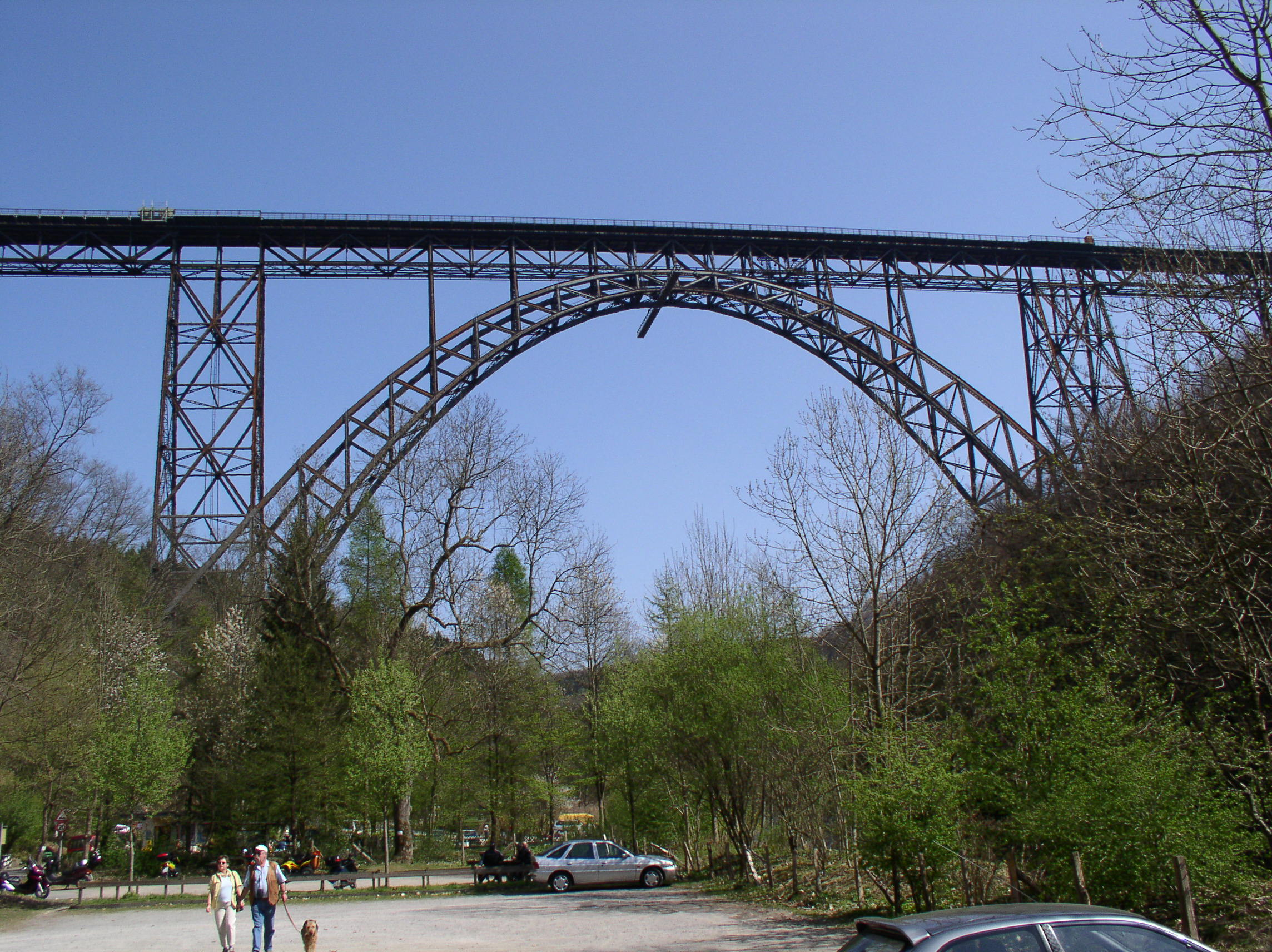
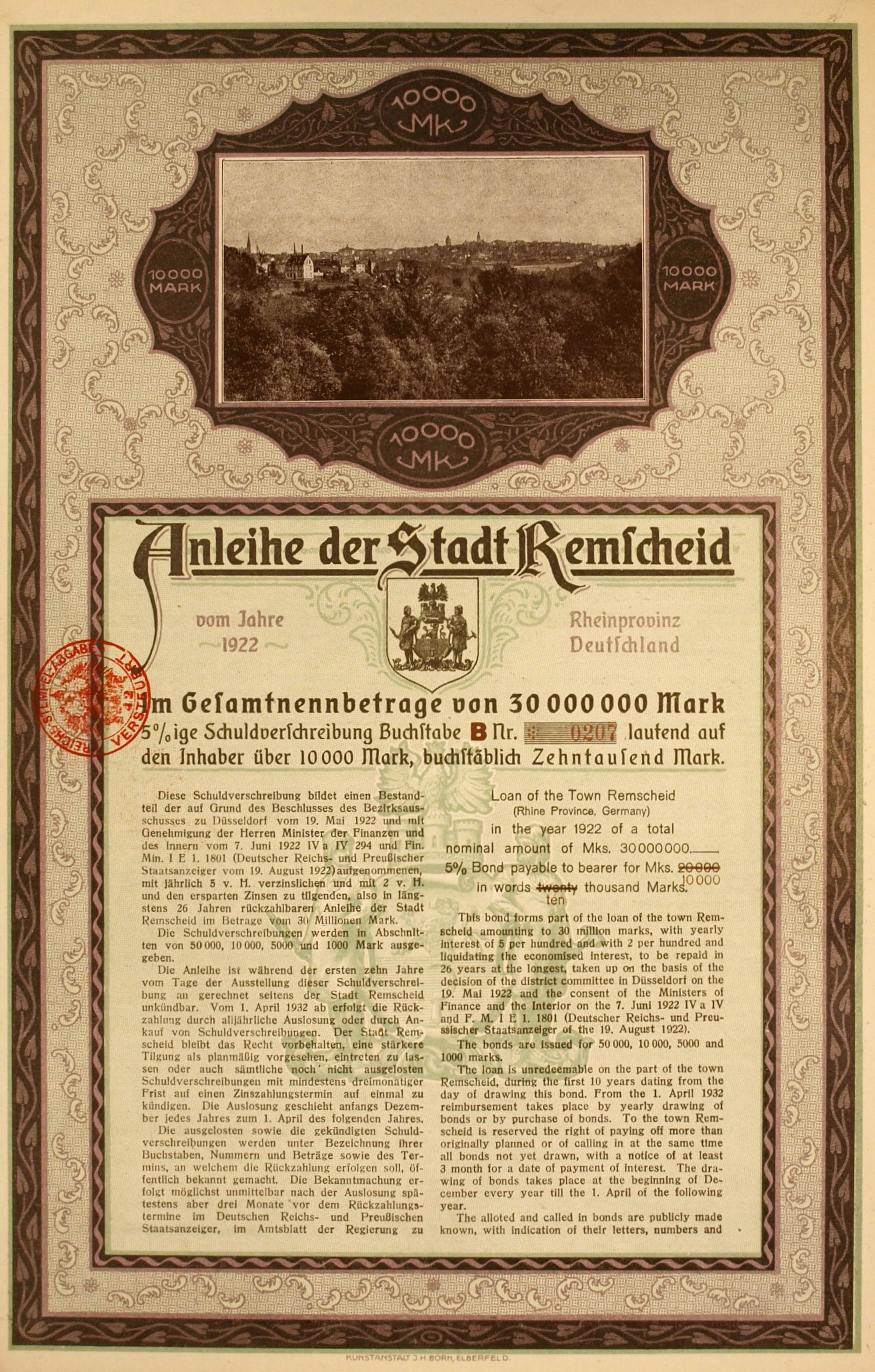

## أعلام
- بترا بيترز
- هانس برترام
- إريك بيشر
- كارل هاينز لانغر
- إريك إنغلس
- تيو أوتو
- موريس باناخ